# Kobyłowłoki
Kobyłowłoki (ukr. Кобиловолоки, Kobyłowołoky) – wieś na zachodniej Ukrainie w obwodzie tarnopolskim w rejonie tarnopolskim, leżąca między Trembowlą a Czortkowem. Do 1945 w położona w Polsce, w województwie tarnopolskim, w powiecie trembowelskim. W latach 1964–1990 wieś nosiła rewolucyjną nazwę Жовтневе (Żowtnewe).
Do 2020 w rejonie trembowelskim.

## Historia
W XIX wieku działała tu gminna kasa pożyczkowa, duża gorzelnia oraz młyn. Notowano wówczas znaczne zalesienie i urodzajne gleby. Miejscowa parafia greckokatolicka liczyła 1504 wiernych. Mieszkańców wyznania rzymskokatolickiego było 660 (parafia w nieodległym Janowie, czyli dzisiejszej Dołynie).
Będąc dużą wsią, Kobyłowłoki w II RP były siedzibą gminy wiejskiej, po reformie samorządowej 1 sierpnia 1934 na mocy ustawy scaleniowej straciły status gminy na rzecz wsi Mszaniec, leżącej przy głównej drodze prowadzącej z Tarnopola do ówczesnej granicy Polski z Rumunią na Dniestrze. Przed wojną około połowę mieszkańców Kobyłowłok stanowili Polacy.
W latach 1943–1945 nacjonaliści ukraińscy z OUN-UPA zamordowali tutaj 30 Polaków.
Zachował się tu kościół pw. Matki Bożej Siewnej, zbudowany w 1882 staraniem hrabiów Duninów Borkowskich, jako budowla na planie krzyża z transeptem i wielobocznie zamkniętym prezbiterium. Od 1891 parafialny, po 1945 zamieniony w magazyn kołchozowy, obecnie opuszczony i zdewastowany. We wsi jest także murowana cerkiew pw. Zmartwychwstania Pańskiego, dawniej greckokatolicka, obecnie prawosławna, zbudowana w 1892 w stylu neobizantyńskim.

## Związani ze wsią
- Kornel Dziurman – porucznik rezerwy Wojska Polskiego, w latach 20. nauczyciel w Kobyłowłokach[4]

### Urodzeni w Kobyłowłokach
- Karol Stojanowski – polski antropolog i działacz polityczny, harcmistrz, profesor.
- Wasyl Baranyk – ukraiński prawnik, senator RP 1928-1930